# Komprehenzív rendszer
A komprehenzív rendszer egy olyan, a Szegedi Tudományegyetemen Bagi István által oktatott rendszere a növényeknek, mely a manapság egyre elterjedtebb kladisztikus szemlélettel megalkotott, molekuláris eredményekre épülő, folyamatosan változó rendszereket próbálja összehangolni a korábbi, hagyományos rendszertani kategóriákat alkalmazó rendszerekkel.

## Regnum Plantae

### Subregnum Glaucophyta - Szürkemoszatok
- Phylum Glaucophyta

### Subregnum Rhodoplantae - Vörös színtestűek
- Phylum Cyanidophyta
- Phylum Rhodophyta - Vörösmoszatok
  - Subphylum Rhodellophytina
    - Rhodellophyceae
      - Porphyridales (Porphyridium)
      - Stylonematales (Stylonema)

  - Subphylum Metarhodophytina
    - Compsopogonophyceae
      - Compsopogonales

  - Subphylum Eurhodophytina
    - Bangiophyceae
      - Bangiales (Bangia, Porphyra)
      - Rhodochaetales

    - Florideophyceae (csak a fontosabb rendek!)
      - Nelamionales, Batrachospermales, Gelidiales, Corallinales, Cryptonemiales, Gigartinales, Gracilariales, Rhodymeniales, Ceramiales

### Subregnum Viridiplantae - Zöld színtestűek
- Phylum Chlorophyta - Zöldmoszatok
- Phylum Bryophyta - Mohák
  - Subphylum Hepaticae - Májmohák
  - Subphylum Anthocerotae - Szarvasmohák
  - Subphylum Musci - Valódi mohák
- Phylum Tracheophyta - Edényes növények
  - Subphylum Pteridophytina - Harasztok
    - Infraphylum Rhyniophytae†
    - Infraphylum Lycophytae
      - Classis Lycopsida - Korpafüvek

    - Infraphylum Sphenophytae
      - Classis Equisetopsida - Zsurlók

    - Infraphylum Psilophytae
    - Infraphylum Filices
      - Classis Protopteridopsida†
      - Classis Coenopteridopsida†
      - Classis Archaeopteridopsida/Progymnospermopsida†
      - Classis Ophioglossopsida
      - Classis Marrattiopsida
      - Classis Hydropteridopsida
      - Classis Osmundopsida
      - Classis Polypodiopsida

  - Subphylum Spermatophytina - Magvas növények
    - Infraphylum Gymnospermae - Nyitvatermők
      - Classis Cycadopsida
        - Subclassis Cycadidae
          - Ordo Pteridospermales†: Calamophytaceae, Medullosaceae, Lyginopteridaceae, Callystophytaceae
          - Ordo Glossopteridales†: Glossopteridaceae
          - Ordo Cycadales: Nilssoniaceae†, Baeniaceae†, Androstrobaceae†, Cycadaceae
          - Ordo Cycadeoidales/Bennettitales†: Williamsoniaceae, Wiellandiellaceae, Cycadeoidaceae/Bennettitaceae
          - Ordo Pentoxylales†: Pentoxylaceae
          - Ordo Czekanowskiales†
          - Ordo Caytoniales†: Caytoniaceae

        - Subclassis Gnetidae
          - Ordo Ephedrales: Ephedraceae
          - Ordo Welwitschiales: Welwitschiaceae
          - Ordo Gnetales: Gnetaceae

      - Classis Coniferopsida
        - Subclassis Cordaitidae†
          - Ordo Cordaitales: Cordaitaceae, Walchiaceae

        - Subclassis Ginkgoidae
          - Ordo Ginkgoales: Ginkgoaceae

        - Subclassis Pinidae
          - Ordo Voltziales†: Lebachiaceae, Voltziaceae, Cheirolepidaceae, Protopinaceae
          - Ordo Taxalaes: Taxaceae
          - Ordo Coniferales: Cephalotaxaceae, Araucariaceae, Podocarpaceae, Pinaceae (Abietoideae, Laricoideae, Pinoideae), Taxodiaceae, Cupressaceae, Sciadopityaceae

    - Infraphylum Angiospermae - Zárvatermők
      - Classis Magnoliopsida - Kétszikűek (APGII szerint kb magnoliid+eudicot klád)
        - Subclassis Magnoliidae
        - Subclassis Ranunculidae
        - Subclassis Rosidae
        - Subclassis Hamamelididae
        - Subclassis Caryophyllidae
        - Subclassis Dilleniidae
        - Subclassis Cornidae
        - Subclassis Lamiidae
        - Subclassis Asteridae

      - Classis Liliopsida - Egyszikűek (APGII szerint kb monocot-klád)
        - Subclassis Aridae
        - Subclassis Alismatidae
        - Subclassis Triurididae
        - Subclassis Liliidae
        - Subclassis Arecidae
        - Subclassis Zingiberidae
        - Subclassis Commelinidae

## Zárvatermő alosztályok részletesebben

### Subclassis Magnoliidae
- Superordo Winteranae
  - Ordo Amborellales: Amborellaceae
  - Ordo Nympheales: Cabombaceae, Nympheaceae, Barclayaceae
  - Ordo Canellales: Winteraceae, Canellaceae
  - Ordo Ceratophyllales: Ceratophyllaceae
  - Ordo Austrobaileyales: Austrobaileyaceae, Trimeniaceae
- Superordo Magnolianae
  - Ordo Magnoliales
    - Degeneriineae: Degeneriaceae, Himantandraceae
    - Magnoliineae: Eupomatiaceae, Magnoliaceae

  - Ordo Annonales: Annonaceae, Myristicaceae
- Superordo Lauranae
  - Ordo Chloranthales: Chloranthaceae
  - Ordo Laurales
    - Calycanthineae: Calycanthaceae, Idiospermaceae
    - Monimiineae: Monimiaceae, Gomortegaceae
    - Laurineae: Lauraceae, Hernandiaceae

  - Ordo Lactoridales: Lactoridaceae
  - Ordo Piperales: Saururaceae, Piperaceae, Peperomiaceae
  - Ordo Aristolochiales: Aristolochiaceae, Hydnoraceae
- Superordo Illicianae
  - Ordo Illiciales: Schisandraceae, Illiciaceae

### Subclassis Ranunculidae
- Superordo Platananae
  - Ordo Nelumbonales: Nelumbonaceae
  - Ordo Platanales: Platanaceae, Sabiaceae
  - Ordo Proteales: Proteaceae
- Superordo Ranunculanae
  - Ordo Lardizabalales: Eupteleaceae, Lardizabalaceae, Sargentodoxaceae, Kingdoniaceae, Circaeasteraceae
  - Ordo Menispermales: Menispermaceae
  - Ordo Ranunculales: Ranunculaceae, Hydrastidaceae, Glaucidiaceae
  - Ordo Berberidales: Berberidaceae
  - Ordo Papaverales: Pteridophyllaceae, Papaveraceae, Fumariaceae

### Subclassis Rosidae
- Superordo Rosanae:
  - Ordo Saxifragales
  - Ordo Rosales
- Superordo Santalanae
  - Ordo Santalales
  - Ordo Balanophorales
  - Ordo Vitales
- Superordo Geranianae
  - Ordo Crossosomatales
  - Ordo Geraniales
  - Ordo Zygophyllales
- Superordo Myrtanae
  - Ordo Haloragales
  - Ordo Myrtales
- Superordo Fabanae
  - Ordo Polygalales
  - Ordo Fabales
- Superordo Cucurbitanae
  - Ordo Cucurbitales
- Superordo Rhamnanae
  - Ordo Rhamnales
- Superordo Oxalidanae
  - Ordo Cunoniales
  - Ordo Oxalidales
- Superordo Celastranae
  - Ordo Celastrales
- Superordo Euphorbianae
  - Ordo Euphorbiales
- Superordo Linanae
  - Ordo Linales
  - Ordo Rhizophorales
  - Ordo Chrysobalanales
  - Ordo Malpighiales